# Blue Eye (Missouri)
Blue Eye és una població dels Estats Units a l'estat de Missouri. Segons el cens del 2000 tenia 129 habitants.

## Demografia
Segons el cens del 2000, Blue Eye tenia 129 habitants, 49 habitatges, i 38 famílies. La densitat de població era de 92,2 habitants per km².
Dels 49 habitatges en un 36,7% hi vivien nens de menys de 18 anys, en un 63,3% hi vivien parelles casades, en un 12,2% dones solteres, i en un 22,4% no eren unitats familiars. En el 18,4% dels habitatges hi vivien persones soles el 10,2% de les quals corresponia a persones de 65 anys o més que vivien soles. El nombre mitjà de persones vivint en cada habitatge era de 2,63 i el nombre mitjà de persones que vivien en cada família era de 3,03.
Per edats la població es repartia de la següent manera: un 27,1% tenia menys de 18 anys, un 5,4% entre 18 i 24, un 31% entre 25 i 44, un 24,8% de 45 a 60 i un 11,6% 65 anys o més.
L'edat mediana era de 37 anys. Per cada 100 dones de 18 o més anys hi havia 91,8 homes.
La renda mediana per habitatge era de 35.313 $ i la renda mediana per família de 36.875 $. Els homes tenien una renda mediana de 23.438 $ mentre que les dones 16.250 $. La renda per capita de la població era de 14.183 $. Entorn del 15,6% de les famílies i el 23,9% de la població estaven per davall del llindar de pobresa.

## Poblacions més properes
El següent diagrama mostra les poblacions més properes.